# North Riding of Yorkshire
Pour le comté actuel, voir Yorkshire du Nord.
Le North Riding of Yorkshire est l'une des trois subdivisions historiques du comté de Yorkshire, en Angleterre. Il constitue également un comté administratif de 1889 à 1974.

## Histoire

### Le riding historique

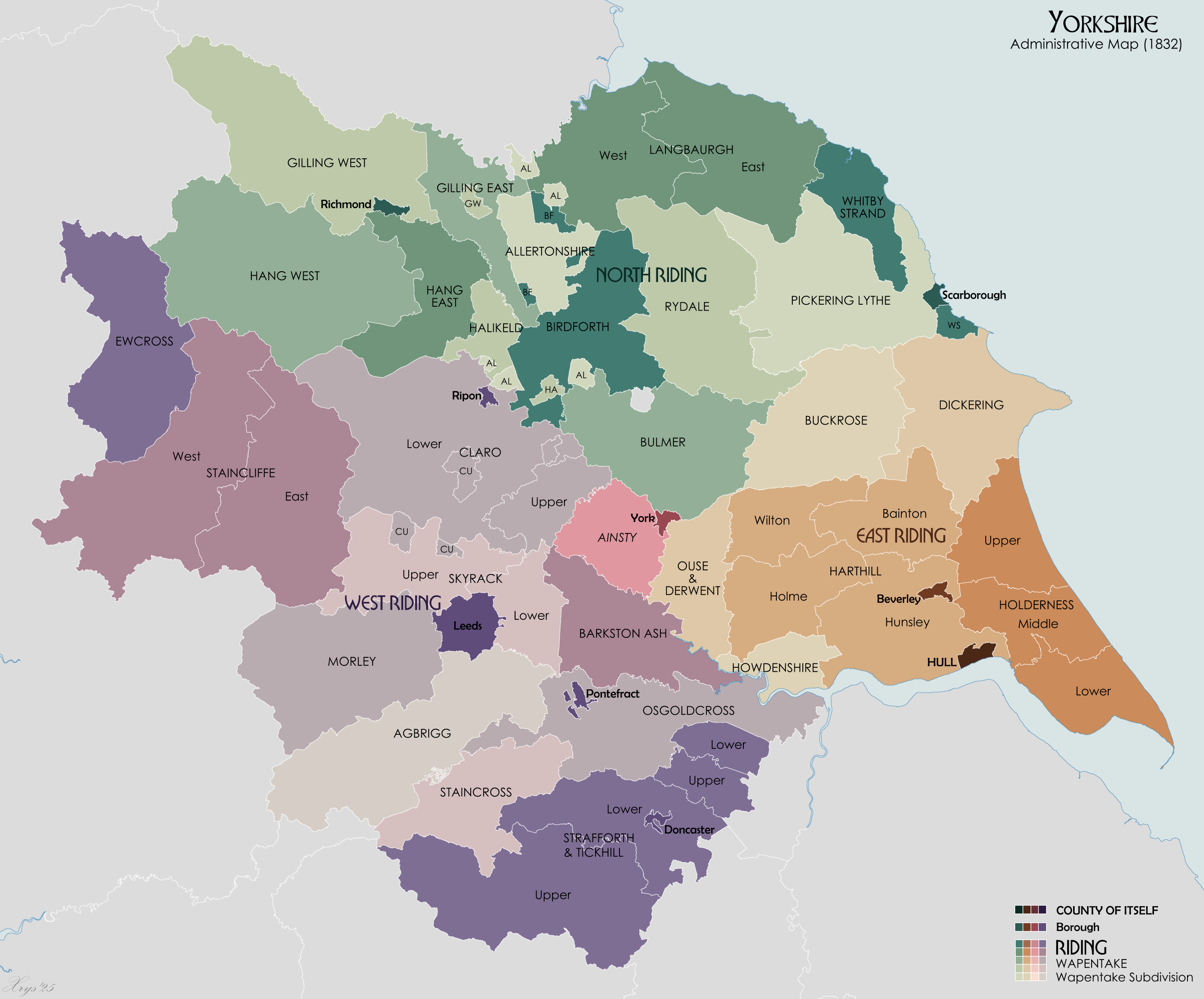
Carte des subdivisions du Yorkshire en 1832 avec le North Riding en vert

Dès le Moyen Âge, le Yorkshire est divisé en trois ridings : le North Riding, le West Riding et l'East Riding. Ces ridings sont à leur tour divisés en wapentakes, l'équivalent 
local du hundred. Le North Riding compte 13 wapentakes:
| 1. Gilling West 2. Hang West 3. Gilling East 4. Hang East 5. Allertonshire 6. Halikeld 7. Langbaurgh West 8. Birdforth 9. Bulmer 10. Ryedale 11. Langbaurgh East 12. Whitby Strand 13. Pickering Lythe |

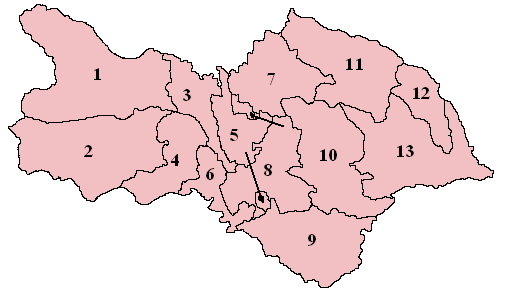
Wapentakes du North Riding

Le North Riding est doté d'un Lord Lieutenant à partir de la Restauration anglaise, en 1660, jusqu'à 1974. Les Lord Lieutenants étaient également custos rotulorum (archivistes suprêmes) du territoire.

### Le comté administratif

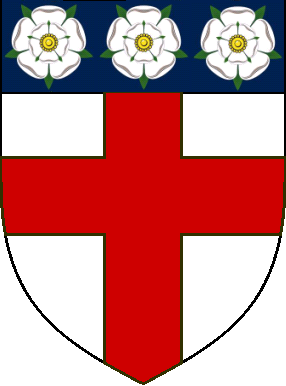
Blason

Le North Riding devient le comté administratif County of York, North Riding en 1889, lorsque le Local Government Act 1888 entre en vigueur.  Lorsque le Local Government Act 1972 entre en vigueur, le North Riding est aboli en 1974. Les districts de Middlesbrough et Redcar sont devenus partie de Cleveland. Ils font maintenant partie des unitary authorities indépendants, et font partie du North Yorkshire à des fins cérémonielles. Le district rural de Startforth en South Teesdale est transféré en County Durham et fait partie du district de Teesdale, qui est aboli en 2009.
Le territoire de l'ancien comté correspond approximativement aux districts Richmondshire, Hambleton, Ryedale and Scarborough du Yorkshire du Nord.